# Flatanger
Flatanger es un municipio de la provincia de Trøndelag, en Noruega. Su capital es el pueblo de Lauvsnes. Otros pueblos son Jøssund y Vik.
A 1 de enero de 2015 tiene 1119 habitantes.
Fue creado en 1871 al separarse del vecino municipio de Fosnes. El nombre del municipio hace referencia a uno de los fiordos del área, pero no está claro a cuál; "Flatanger" es un compuesto de flat ("aguas poco profundas") y anger ("fiordo").
Se ubica en una zona rural costera del distrito de Namdalen.